# Bistraia
La rivière Bistraia (en russe : Бы́страя) est un affluent de rive gauche de la rivière Donets, elle-même principal affluent du fleuve Don, qui se jette dans la mer d'Azov.

## Géographie

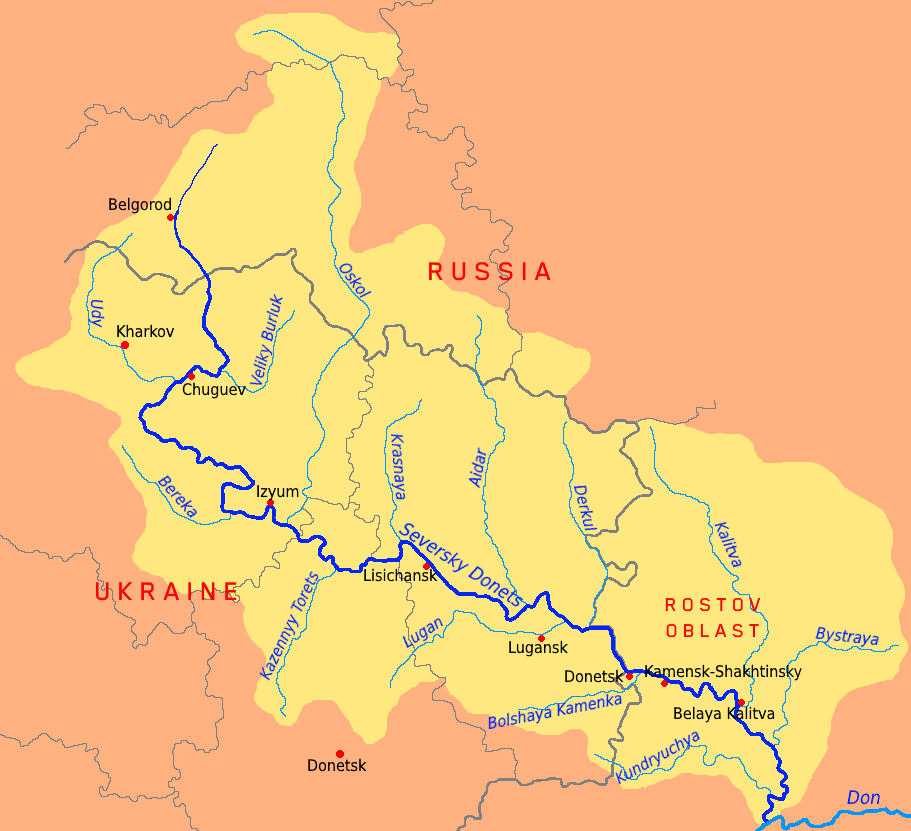
Bassin du Donets

La rivière Bistraia prend sa source près de la ville de Morozovsk, en suivant un cours est-ouest, puis oblique au sud-ouest jusqu'à sa confluence avec le Donets au niveau de la localité de Oust Bistrij,.